# Saint-Sauveur-Lendelin
Saint-Sauveur-Lendelin là một xã thuộc tỉnh Manche trong vùng Normandie tây bắc nước Pháp. Xã này nằm ở khu vực có độ cao trung bình 65 mét trên mực nước biển.